# Imiesłów
Imiesłów (łac. participium) – nieosobowa forma czasownika mająca cechy składniowe i fleksyjne przymiotnika. W języku polskim istnieją również imiesłowy o funkcji zbliżonej do przysłówka (imiesłowy przysłówkowe). Imiesłów jest przykładem kategorii gramatycznej, która znajduje się na granicy fleksji i derywacji.

## Imiesłów w języku polskim
Imiesłów w języku polskim zakłada tożsamość agensa imiesłowu i orzeczenia, stąd zdanie „Usiadłszy na ławeczce, lunął deszcz” jest bezsensowne. Dzieli on znaczenie leksykalne z czasownikiem, od którego jest utworzony. Dziedziczy po nim również ramę walencyjną, por.
Janek dał Basi pierścionek – (Janek) dający Basi pierścionek, a także zachowuje aspekt. Ma on natomiast dystrybucję taką, jak przymiotniki: migocąca lampa – wyłączona lampa – jasna lampa, stanowiąc przydawkę, oraz, podobnie jak przymiotniki, odmienia się przez przypadki, rodzaje i liczbę. Nie przysługuje mu natomiast kategoria stopnia.

### Przymiotnikowy
- Imiesłów przymiotnikowy czynny – wyraża czynność równoczesną z czynnością wyrażaną przez orzeczenie; tworzy się go tylko od czasowników niedokonanych, dodając końcówki fleksyjne przymiotnika do tematu na -ąc[1] np. robiący.

Końcówki imiesłowów przymiotnikowych czynnych
| Rodzaj męski | Rodzaj męski      | Rodzaj męski | Rodzaj żeński | Rodzaj żeński     | Rodzaj żeński |
| ------------ | ----------------- | ------------ | ------------- | ----------------- | ------------- |
| przypadek    | liczba pojedyncza | liczba mnoga | przypadek     | liczba pojedyncza | liczba mnoga  |
| M.           | -ący              | -ący         | M.            | -ąca              | -ące          |
| D.           | -ącego            | -ących       | D.            | -ącej             | -ących        |
| C.           | -ącemu            | -ącym        | C.            | -ącej             | -ącym         |
| B.           | -ącego            | -ących       | B.            | -ącą              | -ące          |
| N.           | -ącym             | -ącymi       | N.            | -ącą              | -ącymi        |
| Msc.         | -ącym             | -ących       | Msc.          | -ącej             | -ących        |
| W.           | -ący              | -ący         | W.            | -ąca              | -ące          |

- Imiesłów przymiotnikowy bierny – odnosi się do przedmiotu czynności; tworzy się go za pomocą końcówek: -ny, -ony, -ty tylko od czasowników przechodnich, np. zrobiony, umyty.

Końcówki imiesłowów przymiotnikowych biernych
| Rodzaj męski | Rodzaj męski      | Rodzaj męski | Rodzaj żeński | Rodzaj żeński     | Rodzaj żeński |
| ------------ | ----------------- | ------------ | ------------- | ----------------- | ------------- |
| przypadek    | liczba pojedyncza | liczba mnoga | przypadek     | liczba pojedyncza | liczba mnoga  |
| M.           | -ny               | -ni          | M.            | -na               | -ne           |
| D.           | -nego             | -nych        | D.            | -nej              | -nych         |
| C.           | -nemu             | -nym         | C.            | -nej              | -nym          |
| B.           | -nego             | -nych        | B.            | -ną               | -ne           |
| N.           | -nym              | -nymi        | N.            | -ną               | -nymi         |
| Msc.         | -nym              | -nych        | Msc.          | -nej              | -nych         |
| W.           | -ny               | -ni          | W.            | -na               | -ne           |

Imiesłów przymiotnikowy może w zdaniu pełnić rolę przydawki lub orzecznika.

### Przysłówkowy
Imiesłów przysłówkowy współczesny – informuje o czynności odbywającej się jednocześnie z czynnością wyrażoną czasownikiem; tworzony jest tylko od czasowników niedokonanych za pomocą zakończenia „-ąc”, np. czytając, wołając, idąc
Imiesłów przysłówkowy uprzedni – nazywa czynność wcześniejszą od tej wyrażanej przez orzeczenie; tworzony jest tylko od czasowników dokonanych za pomocą końcówki: „-wszy”, „-łszy”, np. zrobiwszy, poszedłszy

### Ortografia i interpunkcja
- Imiesłowy przymiotnikowe z „nie” pisze się łącznie.
- Imiesłowy przysłówkowe z „nie” pisze się oddzielnie.

Dawniej „nie” z tymi imiesłowami pisane było prawie zawsze oddzielnie. Działo się tak, jeśli dany imiesłów miał cechy czasownika, np. „nie zamknięte drzwi”. Odstępstwo od tej reguły mogło nastąpić wyłącznie, gdy dany imiesłów pełnił wyraźną funkcję przymiotnika i oznaczał cechę, np. „niepomalowany stół”. Zdarzało się często, że pewien imiesłów mógł mieć znaczenie i czasownikowe, i przymiotnikowe. Wtedy prawidłowa była podwójna pisownia, np. „Nie palący pracownicy idą z nami” (ci, którzy teraz nie palą) oraz „Mam niepalącego wujka” (w ogóle nie pali).
9 grudnia 1997 roku Rada Języka Polskiego wydała uchwałę, zgodnie z którą, od 1 stycznia 1998 roku, imiesłowy przymiotnikowe z partykułą „nie” powinno się (co do zasady) pisać łącznie. Działanie to miało na celu wyeliminowanie błędów ortograficznych popełnianych przez większość społeczeństwa. Wzbudziło to jednak liczne obawy i krytykę; zarzucano przede wszystkim, że zmiana w konwencjach ortograficznych uczyni język polski uboższym i uniemożliwi łatwe rozróżnianie funkcji czasownikowej od przymiotnikowej, np. we wyrażeniach „Rada Nieustająca” i „nie ustający deszcz”. Członek Rady Języka Polskiego, prof. dr hab. Jerzy Podracki argumentował jednak, że „nie jest łatwo i prosto (nawet dla specjalisty) odróżnić w użyciach imiesłowów przymiotnikowych znaczenie przymiotnikowe od czasownikowego, dlatego wprowadzono nową uproszczoną regułę ortograficzną”.

Wyżej wymieniona uchwała z 9 grudnia 1997 zawiera następujące stwierdzenie: 

Nie wykluczając zasadniczych zmian w przyszłości w polskiej ortografii, Rada Języka Polskiego podejmuje decyzję pozytywną co do łącznej pisowni nie z imiesłowami odmiennymi z dopuszczalnością świadomej pisowni rozdzielnej.

Wynika z niego, że można bez przeszkód stosować się także do starych zasad ortograficznych, jeśli tylko czyni się to poprawnie i konsekwentnie. Przyzwyczajenia części społeczeństwa i potrzeba rozróżniania funkcji czasownikowej i przymiotnikowej spowodowały, że w języku naukowym i literackim nadal można spotkać starą zasadę pisowni.
Na początku 2024 roku Rada Języka Polskiego przyjęła zasady pisowni, według których od 1 stycznia 2026 r. pisownia łączna cząstki „nie-” z imiesłowami przymiotnikowymi ma być jedyną dopuszczalną.

## Imiesłów w językach nowożytnych
W języku angielskim funkcję imiesłowu przymiotnikowego czynnego pełni forma Present Participle, czyli czasownik z końcówką -ing (a speeding car – „pędzący samochód”). Ta sama forma może także pełnić rolę imiesłowu przysłówkowego współczesnego (she stood in the hallway, smiling innocently – „stała w korytarzu, uśmiechając się z miną niewiniątka”).
Imiesłów przysłówkowy uprzedni w języku angielskim przybiera formę złożoną z czasownika pomocniczego to have w formie Present Participle (having) oraz czasownika właściwego w formie Past Participle (having finished, she sat back down on the sofa – „skończywszy, usiadła z powrotem na sofie”).
Funkcję imiesłowu przymiotnikowego biernego pełni forma Past Participle, czyli czasownik regularny z końcówką -ed lub trzecia forma czasownika nieregularnego (a tortured look – „udręczone spojrzenie”; a broken glass – „stłuczona szklanka”).
W języku niemieckim, aby utworzyć od czasownika imiesłów czynny, należy dodać do bezokolicznika końcówkę -d. Imiesłowem biernym jest III forma czasownika.